# Marquis Dendy
Marquis Dendy (* 17. listopadu 1992 Wilmington, Delaware) je americký atlet, specializující se na skok daleký, halový mistr světa z roku 2016.

## Kariéra
Na mistrovství světa v Pekingu v roce 2015 startoval v dálce i trojskoku – ani v jedné disciplíně však nepostoupil z kvalifikace. Na halovém mistrovství světa v Portlandu v březnu 2016 zvítězil ve skoku do dálky. O dva roky později v Birminghamu titul neobhájil, vybojoval však bronzovou medaili.

## Osobní rekordy
- skok daleký (venku) – 842 cm (2016)
- skok daleký (hala) – 842 cm (2018)
- trojskok (venku) – 17,50 m (2015)
- trojskok (hala) – 17,37 m (2015)